# 가상 공간
가상 공간(假想 空間) 또는 사이버 공간 혹은 사이버스페이스(cyberspace)는 현실세계가 아닌 컴퓨터, 인터넷 등으로 만들어진 가상의 공간이자 상호 연결된 디지털 공간을 의미한다.

## 정의
‘사이버스페이스’라는 용어는 윌리엄 깁슨이 1984년에 쓴 과학 소설(사이버펑크)《뉴로맨서》에서 최초로 등장했다. 인공두뇌학(cybernetics)을 뜻하는 Cyber와 공간을 뜻하는 Space의 합성어로서 현실이 아니라 두뇌속에서 펼쳐지는 또 다른 우주를 뜻한다. 이러한 사이버스페이스라는 용어는 John Perry Barlow가 의사전달의 공간(Communication Space)라는 개념으로 사용하면서부터 일상적인 용어가 되었다.
사이버스페이스에서는 국경과 이념의 한계가 없으며, 지리적 위치, 시간, 신분상의 제한을 받지 않고 누구에게나 실시간 또는 비실시간으로 정보의 선택 및 송수신이 가능하다. 사이버스페이스에서는 다양한 활동이 이루어질 수 있는데, 사이버 교육은 이러한 사이버 공간 내에서 이루어지는 교육의 한 예이다. 컴퓨터나 인터넷상의 데이터영역을 다수의 이용자가 자유롭게 정보를 주고받는 곳이며 최근에는 컴퓨터 네트워크상에서 행해지는 범죄를 사이버범죄라고 부르는 등 컴퓨터 네트워크상에 구성된 사회, 즉 사이버스페이스에 대한 인식이 정착되었다.

## 특징

### 정보의 근원으로서의 사이버스페이스
‘정보의 바다’라는 표현은 온라인상에 존재하는 데이터베이스(database)로서의 역할을 보여준다. 이전의 수직적이고 폐쇄적이었던 정보의 흐름은 수평적이고 개방적인 인터넷에게 밀려나고 있다. 이제 각각의 네티즌들은 스스로가 정보의 소비자이며 동시에 생산자이다. 일단 공개된 디지털 데이터는 순식간에 무한 복제가 가능하기 때문에 복제된 데이터는 그대로끝 없이 다시 복제 되고, 이러한 수많은 데이터들은 복잡하게 얽혀있는 네트워크 속으로 흩어져 버린다.

### 쌍방향 매체로서의 사이버스페이스
사이버스페이스의 두 번째 특징은 쌍방향이라는 것이다. 현실에서는 대중매체가 지배계급에게 독점되어 있어서, 대중은 그들의 메시지를 일방적으로 수용할 수밖에 없다. 하지만 사이버스페이스에서는 힘없는 일반 대중들이 기존 매체에 의존하지 않고도 얼마든지 자신의 생각과 메시지를 쉽게 전파하고 여론을 형성시킬 수 있다. 사이버스페이스는 상업적, 정치적 영향력으로부터 자유롭기 때문에 잘 알려지지 않은 사건이나 기존의 매체가 보도하기 힘든 사안도 당당하게 폭로할 수 있다.

### 네트워크로서의 사이버스페이스
사이버스페이스의 세 번째 특징은 ‘네트워크(network)'이다. 이러한 특징은 개개인을 연결시킨다. 네티즌들은 인터넷을 통해 서로 의사를 전달하고 토론하고, 채팅 등을 통해 실시간으로 대화를 나눈다. 사이버스페이스에는 이렇게 디지털데이터뿐만 아니라 인간들의 감정과 정서, 의견과 사상까지도 비트 단위로 흘러 다니고 있다. 네트워크로서의 사이버스페이스에서는 자유로운 의사를 내놓을 수 있어 자발적인 여론이 형성될 수 있다. 또한 현실 세계의 현안이 아무 제약 없이 공론화되며 성별, 연령, 인종 등의 사회적 조건을 초월해 개개의 관심과 이해로 사이버 공동체가 만들어진다.

### 삶의 터전으로서의 사이버스페이스
사이버스페이스의 또 하나의 특징은 삶의 터전일 수 있다는 것이다. 사람들은 사이버스페이스를 통해 비즈니스와 쇼핑을 하고 교육을 받는가하면 영화나 음악 감상 혹은 게임을 즐기면서 휴식을 취하기도 한다. 이제는 오프라인의 현실 세계와 온라인의 사이버스페이스를 구분하는 것조차 이미 낡은 것이 되어버렸다. 즉, 이제는 현실과 가상의 경계마저 무너지기 시작했음을 의미한다.

## 개인과 집단의 의식의 형성

### 정체성의 형성
사이버 공간에서 다른 네티즌과 의사소통을 할 경우 사이버 공간 특유의 신원이 필요하게 된다. 가장 대표적인 것이 아이디와 아바타이다. 이는 매우 가변적인 신원이지만, 대부분의 네티즌은 이 신원을 쉽게 바꾸지 않는다. 이는 사이버 공간에서 나를 나이게 하는 유일한 신원이기 때문이다. 이것이 바로 인터넷상에서의 정체성이라 할 수 있다. 하지만 그 신원이 현실에서의 나와 다를 수도 있고, 하나가 아닌 여럿일 수도 있으며, 고정되지 않고 유동적 일 수 있다. 이것이 바로 사이버스페이스가 정체성의 혼란을 가져올 수 있는 요소이다.

### 익명성
온라인과 오프라인을 경계 짓는 가장 중요한 특성은 ‘익명성’과 ‘비대면적 상황’이다. 익명성은 흔히 이야기 되듯 양날을 가진 검이다. 한쪽 날은 권위주의에 도전하고, 거시권력에 대한 도적을 가능하게 하여 사이버공간을 탈 중심화, 탈위계화 시키는 데 공헌하지만, 다른 한 날은 사회적으로 비난받을 수 있는 행동을 보다 과감하게 저지를 수 있는 탈억제 효과를 가져온다. 또한 ‘실재감의 결여’를 가져올 수 있다. 대면적 의사소통을 할 때 인간은 말뿐만 아니라 어조와 시선, 몸짓과 표정 이 모든 것을 의사소통의 도구로 이용한다. 그러나 컴퓨터를 매개로 한 의사소통에서 모니터 건너편의 존재는, 혹은 자신이 올릴 글을 읽게 될 또 다른 네티즌에 대한 실재감은, 텍스트 상으로만 느껴지거나 비인격적 존재로 여겨질 뿐이다.

### 공동체 형성의 장
이제 사이버스페이스는 단순한 ‘정보의 바다’에 머무르지 않는다. 사이버스페이스에 수많은 사람들이 몰려들면서 그곳에는 사람들의 희로애락에 얽힌 이야기가 흐르고 그들 사이에 만남과 헤어짐이 끊임없이 만들어지기 시작했다. 사이버스페이스는 처음 창안자들의 의도와 상관없이 사람들 사이의 관계와 교류의 장으로, 나아가 제2의 생활공간으로 자기 진화를 해나갔다. 물론 사이버스페이스는 현실 세계에서와는 다른 원리, 다른 성격으로 구성된 공간이다. 그래서 사이버스페이스에서는 지금까지 사람들이 펼쳐왔던 것과는 전혀 다른 방식의 인간관계가 전개된다. 사이버스페이스의 가장 큰 특징은 비물질적 공간이라는 점이다. 따라서 ‘소유’ 보다는 ‘관계’위주의 사회인 것이다.

## 도구적 속성

### 매체로서의 사이버스페이스
아날로그 미디어에 비해 인터넷 신문이 갖는 장점은 첫째, 속보성이다. 인터넷 신문은 인쇄신문의 큰 약점인 시간적 제약성을 극복한 뉴스의 실시간 보도가 가능하다. 둘째, 하이퍼 텍스트와 DB서비스의 제공이 가능하다는 것이다. 독자 입장에서는 독도관련 기사를 읽다가 바로 그 홈페이지로 이동할 수도 있고, 기사에 등장하는 특정 인물이나 전문용어에 대한 검색자료로 바로 연결되어 풍부하고 입체적인 정보를 제공받을 수 있다. 셋째로, 인터넷 신문은 언론사와 독자간의 쌍방향 커뮤니케이션이 가능하다. 아날로그 미디어의 독자는 언론이 일방적으로 제공하는 정보만을 받아들이는 수동적 소비자 위치에 만족할 수 없었지만, 이제는 기자, 독자의 구분 자체가 사라져 버렸다.

### 사이버스페이스에서의 비즈니스
컴퓨터 용어에서 나온 것으로, 실제 존재하지 않는 가상 메모리 개념에서 나온 ‘가상기업(Virtual Enterprise)’이 있다. 가상기업(Virtual Enterprise)은 가상의 제품이 즉시 생산되어 고객의 요구에 맞게 최적화된 상품을 생산하기 위해 조직된 기업으로서 유통업자, 공급자 소매업자, 소비자 등이 모두 네트워크 상에서 운영되는 기업이다. 하지만, 현대에서는 업체간의 협력으로서 일시적인 제휴나 합작관계를 맺고 활동하는 형태의 기업을 의미한다. 1992년에 Davidow & Malone의 ‘The Virtual Corporation'이라는 책이 발표되어 전 세계적으로 그 개념이 확산되어, 1990년대부터의 통신망 발달과 전자상거래 등으로 활발해졌다. 가상기업은 기업조직이 거대해지고 복잡해짐에 따라 소규모기업이 자원부족으로 한계를 느껴 등장한 것이라 할 수 있다. 가상기업은 임시적(비영구적)이고, 동적이며, 각각의 구성원이 최소비용으로 경영에 공헌한다는 특징이 있다. 가상기업은 기업 외부의 기술과 자원을 활용할 수 있고, 신속한 대응성을 가질 수 있다는 등의 장점을 가진다. (네이버 백과사전 참고)

## 사이버 문화의 키워드
사이버 문화는 우리가 의식하지 못하는 사이 일반인의 생활 깊숙이 침투했다. 정보화 사회의 첨단과학 기술은 물과 공기처럼 스며들어, 우리들의 의식과 행동을 지배해가고 있다. PC통신을 탄 뉴스는 순간적으로 퍼진다. 그리고 토론과 비판의 장이 뒤따른다. 문화의 가장 확실한 전파수단이다. 사이버의 세계 속에서는 클릭 한번으로, 만날 수 없고 만질 수 없는 것들이 살아난다. 문화의 사이버화(化)이다.
종래 공상과학(SF)이라는 수식어를 달고 기괴한 장면들을 나열했던 영화들이 최근에는 현실보다 더 구체적으로 사이버화한 현실을 보여준다. 가상현실을 최초로 영화에 도입했다는 「론머 맨」같은 필름은 이제 구식이 됐다. 「토털 리콜」 「네트」 등에서 최근의 「인디펜던스 데이」까지 할리우드 영화에는 사이버의 기법이 사용되지 않는 것이 없을 정도다. 사이버의 세계에서는 죽은 배우도 살아나 지금의 배우와 연기를 함께 하고, 가상의 배우도 만들어진다. 한 과학자의 말처럼 과거 몇몇 영화들에서 보이던 '새롭지만 불쾌한 미래'의 모습은 이제 대중문화 속에 확고하게 코드화한 현재의 모습이 돼 버렸다. 역사상의 모든 키워드가 인간의 문제였듯이 사이버 문화의 주제도 여전히 인간이다. 차가운 디지털의 세계를 따뜻한 피가 도는 세상으로 육화하는 것, 온라인의 평등한 관계를 오프라인에서도 실현하는 것이 앞으로의 과제이다.

### 사이버 스타
컴퓨터 온라인이 대중화되면서 PC화면을 통해 새로운 형태의 스타가 대중적인 인기를 얻고 있다. 영화가 영화배우를 낳았고, TV가 방송스타를 배출시켰다면 PC통신이라는 새로운 미디어가 사이버 스타를 탄생시키고 있는 것이다. 사이버 스타의 대부분은 자신의 본명을 밝히지 않고 스크린명을 사용하기 때문에 온라인 가입자, 즉 팬들도 좋아하는 스타의 스크린명만 알기 십상이다.
컴퓨터가 낳은 스타들은 20-30대의 젊은층으로 길게는 5년, 짧게는 1-2년 만에 스타덤에 오른다. 미모나 재능이 중요시되는 기성 스타와 달리 천재적 지능을 갖고 있는 것이 특징이다. 사이버 스타의 분야는 음악, 영상, 코미디 등 오락분야는 물론 인생상담, 취미, 증권투자, 섹스, 골프 등 다양하다.  아직 사이버 스타들은 컴퓨터의 좁은 대화방을 통해 명성을 확보해나가는 단계에 불과하지만 PC통신 보급속도가 가속화하면서 멀지 않은 장래에 영화배우나 가수에 버금가는 대형 스타들이 등장할 전망이다.

### 사이버 드라마
사이버 드라마는 보통 움직이는 화면과 정지된 화면으로 동호인들의 취향에 따라 감상할 수 있다. 움직이는 화면에서는 대사를 컴퓨터의 오디오로 들을 수 있지만 정지화면에서는 화면상에서 읽어야 한다. 사이버 드라마의 최대 강점은 기존의 영상물과는 달리 주인공이나 드라마의 특정 내용·특정 어휘가 등장하는 장면들만을 골라 감상할 수 있다. 또한 특히 특정 화면만 골라볼 수도 있고, 여자 주인공이 등장하는 컷만 선택해 감상할 수도 있다. 더구나 팬픽션 코너를 통해서는 이용자가 전개된 작품내용을 보고 앞으로의 드라마의 내용을 자신이 전개하고자 하는 방향으로 새로 시나리오를 써 드라마의 방향을 바꾸기도 한다. 영상 또한 컴퓨터를 이용하기 때문에 TV보다 선명해 앞으로의 인기폭발을 예고한다.

### 릴레이 사이버소설
최근 컴퓨터 통신을 이용한 사이버소설이 네티즌들에게 인기를 끄는 가운데 한차원 높은 '릴레이 소설쓰기'가 동호인들 사이에 나타났다. 방식은 한 사람이 소설의 첫부분을 시작해 PC통신에 올려 놓으면 누구든지 내용에 구애받지 않고 그 다음을 이어나가는 것이다. 양도 3장에서 10장까지 쓰는 사람 맘대로다. 불특정 다수가 참가해 연재되는 창작소설이기 때문에 줄거리에 일관성이 없고 황당한 결말이 나기도 한다. 그러나 잡담과 공상을 좋아하는 신세대 통신 매니아들은 자유분방한 이야기 흐름 자체가 이 방식의 매력이라고 밝힌다.

### 사이버병
정보시대의 신종질환인 사이버 정신질환은 PC통신·인터넷 등 가상세계에 과도하게 몰임함으로써 생기는 신종질환이다. 특히 PC통신의 주사용자층이 분별력이 약한 10-20대 초반의 청소년들이고 주로 한밤중에 혼자 이용하기 때문에 '사이버 정신질환'의 폐해는 날로 심각해질 전망이다.  사이버병의 종류로는 사이버 자폐증, 인터넷 과몰입, 악성 댓글 등이 있다. 세계에서는 실제 생활 공간보다 정신질환에 걸릴 확률이 높다.

### 패스워드 증후군
PC통신, 인터넷 서비스 등이 활성화되면서 이용자들이 보통 7-8개의 패스워드(비밀번호)를 제대로 관리하지 못해 어려움을 겪는 이른바 '패스워드 증후군' 사례가 나타나고 있다.  온라인 서비스용, 패스워드 외에도 신용카드, 핸드폰, 호출기 및 가정용 무선전화기 음성사서함, 휴대폰 잠금장치, 홈뱅킹－홈쇼핑 등 패스워드 입력을 필요로 하는 정보 서비스가 급증하면서 패스워드 증후군도 심각해지고 있다. 대표적인 패스워드 증후군으로는 패스워드를 잊어버려 서비스를 제대로 이용하지 못하는 점이다.

## 사회적 문제

### 성의 문제
사이버 공간은 유교가 강조된 사회에 의해 억압된 성에 대한 담론을 익명성이란 이름 하에서 자유롭게 논의 할 수 있는 장을 제공해준다. 따라서 사이버 공간은 개방적이며 자유로운 성에 대한 이야기를 활성화 시키며, 성적 이상을 추구할 수 있게 해준다. 그러나 외적인 제재 수단이 없어 익명의 사이버 공간은 무절제한 성적 표현과 사이버포르노의 범람, 사이버 섹스, 사이버 불륜, 사이버 성폭력, 사이버 성매매 등과 같은 각종 성적 일탈과 성범죄가 만연할 수 있는 환경을 제시한다. 사이버 공간에서의 성적 일탈은 제재장치가 부재하며 신분이 가려진 상황에서 성적 욕구가 나타나는 것으로 볼 수 있다.

### 세대차이의 문제
정보사회가 급속히 발전함에 따라 인터넷의 보급은 빠른 속도로 이루어졌다. 그 결과 이를 활용하는 계층과 이전의 미디어가 익숙한 계층으로 나뉘게 되었다. 이렇게 발전된 정보사회의 산물을 적극적으로 받아들이고 활용하여 나름의 새로운 문화를 만들어 가는 계층이 바로 N세대이다. 따라서 이들의 사고방식은 이전 세대와는 사뭇 다르다. 시각적인 것을 더 잘 받아들이는 이들은 어려서부터 컴퓨터를 접하여 외래문화에 친숙함을 느끼지만, 이에 비해 기성세대는 뒤늦게 습득하기도 하여 서툴기도 하고, 혹은 아예 모르기도 한다. 사이버스페이스는 세대간의 격차문제를 발생시키기도 한다.

### 사이버 과몰입
사회적으로 가장 많이 거론되는 사이버공간의 문제는 사이버 과몰입이다. 우리는 근래에 들어 언론 매체에서 사이버 공간에 과몰입된 사람들의 실태가 심각하다는 보도를 자주 접하곤 한다. 사이버 과몰입의 이유로는 첫째로 인간의 탈출욕구가 있다. 외롭고 불행한 상태인 경우 그 상태에서 탈출하고자 하는 욕구가 인터넷의 세계로 도피하도록 부추긴다. 둘째로, 마인드스릴이 있는데, 사이버 공간이 주는 풍부한 전자적 즐거움 때문에 정신적으로 지속적인 자극을 받아 스릴을 느끼는 현상에 빠진다고 한다. 셋째, 사이버공간은 인간의 자만심을 만족시켜 과몰입성이 있다. 마지막으로, 사이버 과몰입의 원인은 사이버공간이 인간에게 부여하는 정서적인 양분(?) 때문이다. 인터넷에서 만난 사람들과의 동류의식 등 끈끈한 유대감을 느끼게되면 당연히 그 세계에 머무르는 시간이 많아진다.

## 참고 문헌
- 이 문서에는 다음커뮤니케이션(현 카카오)에서 GFDL 또는 CC-SA 라이선스로 배포한 글로벌 세계대백과사전의 내용을 기초로 작성된 글이 포함되어 있습니다.
- 홍성태 (1996년 12월 26일). 《사이버공간 사이버문화》. 문화과학사.
- 정태충 외 공저 (2005년 5월 20일). 《인터넷과 사이버 스페이스》. 인터버젼. ISBN 89-5667-251-2.
- 피에르 레비 (2000년 12월 20일). 《사이버 문화》. 문예출판사. ISBN 89-310-0130-4.
- 윤영민 (2003년 2월 10일). 《사이버공간의 사회》. 한양대학교출판부. ISBN 89-7218-207-9.
- 성동규 (2003). 《사이버 공간과 새로운 문화》. 한국통신문화재단.
- 요안나 뷔크 (1996년 5월 1일). 《사이버스페이스(가상공간): 무엇이 세계를 움직이는가》. 이두. ISBN 89-502-0054-6.
- 한양대학교 과학철학교육위원회 (2010년 2월 20일). 《인문사회계 학생을 위한 과학기술의 철학적 이해(제5판)》. 한양대학교출판부. ISBN 89-7218-371-7.

## 같이 보기
- 시뮬레이션
- 디지털 펫
- 가상 세계
- 사이버 전쟁